# Даутпаев, Шарып
Шарып Даутпаев (каз. Шәріп Дәуітбаев; 1924 год, село Орловка — 1953 год) — старший табунщик колхоза «Пограничник» Маркакольского района Восточно-Казахстанской области, Казахская ССР. Герой Социалистического Труда (1948).
Родился в 1924 году в крестьянской семье в селе Орловка (сегодня — Шаганнаты Куршимского района). Трудился табунщиком, старшим табунщиком в колхозе «Пограничник» Маркакольского района.
Бригада Шарыпа Даутпаева на протяжении нескольких лет перевыполняла план по коневодству. В 1945 году было выращено 36 жеребят от 36 кобыл, в 1946 году — 53 жеребёнка от 53 кобыл и в 1947 году — 55 жеребят от 55 кобыл. За достигнутые успехи в развитии коневодства удостоен звания Героя Социалистического Труда указом Президиума Верховного Совета СССР от 23 июля 1948 года c вручением ордена Ленина и золотой медали «Серп и Молот».
Скончался в 1953 году.